# Herman Hoffman
Pour les articles homonymes, voir Hoffman.
Herman Hoffman est un réalisateur, scénariste et producteur américain né le 29 juin 1909 à Montgomery, Alabama (États-Unis), décédé le 26 mars 1989 à Laguna Hills (États-Unis).

## Filmographie

### comme Réalisateur
- 1938 : Hollywood Goes to Town
- 1955 : The Battle of Gettysburg
- 1955 : It's a Dog's Life
- 1956 : The Great American Pastime (en)
- 1957 : Tombstone Territory (en) (série télévisée)
- 1957 : Le Cerveau infernal (The Invisible Boy)
- 1959 : Men into Space (en) (série télévisée)
- 1963 : L'Homme à la Rolls ("Burke's Law") (série télévisée)
- 1964 : Flipper le dauphin ("Flipper") (série télévisée)
- 1965 : Rawhide (série télévisée)
- 1965 : Luke and the Tenderfoot (TV)
- 1973 : The Girl with Something Extra (série télévisée)
- 1976 : Monster Squad (série télévisée)

### comme scénariste
- 1935 : Hollywood Extra Girl
- 1939 : The Ash Can Fleet
- 1940 : Servant of Mankind
- 1940 : Eyes of the Navy
- 1940 : The Old South
- 1940 : Northward, Ho!
- 1952 : The Hoaxters
- 1968 : Attaque sur le mur de l'Atlantique (Attack on the Iron Coast)
- 1969 : Les Colts des sept mercenaires (Guns of the Magnificent Seven)
- 1970 : La Dernière Évasion (The Last Escape)
- 1971 : The Reluctant Heroes (TV)

### comme producteur
- 1949 : Some of the Best
- 1951 : The Metro-Goldwyn-Mayer Story
- 1952 : The Hoaxters
- 1953 : Sergent la Terreur (Take the High Ground!)
- 1955 : Un homme est passé (Bad Day at Black Rock)